# Municipio de Knivsta
Knivsta (en sueco: Knivsta kommun) es un municipio de la provincia de Upsala, Suecia, en la provincia histórica de Uppland. Su sede se encuentra en la localidad de Knivsta.

## Historia
El área del municipio corresponde a las parroquias civiles de Alsike, Husby-Långhundra, Knivsta, Lagga, Vassunda y Östuna. Estas parroquias fueron establecidas como municipios rurales durante la reforma municipal de 1862, con el nombre correspondiente. Todos fueron agregados al municipio de Upsala en la reforma municipal de 1971 y el área fue transferida simultáneamente de la provincia de Estocolmo a Upsala. El actual municipio se formó en 2003 tras separarse del municipio de Uppsala, del área que, antes de la fusión en 1971, formó el municipio rural de Knivsta.

## Blasón
En campo de gules, una corona sobre un monte de tres peñas, todo de oro.
El escudo de armas simboliza las piedras de Mora, donde los reyes suecos eran elegidos en la antigüedad. Fueron adoptados y registrados para el nuevo municipio de Knivsta que se formó en 2003. El blasón fue adoptado en una votación informal antes de la formación del nuevo municipio y el escudo fue presentado por el alumno de la escuela Jacob Blumenthal de Knivsta.

## Localidades
Hay tres áreas urbanas (tätort) en el municipio:
| # | Tätort  | Población |
| - | ------- | --------- |
| 1 | Knivsta | 8211      |
| 2 | Alsike  | 4309      |
| 3 | Edeby   | 252       |

## Ciudades hermanas
Knivsta esta hermanado desde noviembre de 2008 con:
- Jomala, Åland